# Godwin Mensha
Godwin Mensha (Lagos, 2 settembre 1989) è un calciatore nigeriano, attaccante svincolato.

## Carriera
Inizia la carriera giocando con vari club nelle serie minori spagnole, per poi nella stagione 2014-2015 mettere a segno 4 reti in 29 presenze nella quarta divisione spagnola con la maglia del Compostela; nell'estate del 2015 si trasferisce nella prima divisione maltese al Balzan; dopo 3 reti in 15 partite si trasferisce a stagione in corso al Balzan, altro club del medesimo campionato, con cui finisce la stagione mettendo a segno 10 reti in ulteriori 16 presenze.
Nell'estate del 2016 passa al Paykan, con la cui maglia durante la stagione 2016-2017 realizza 15 reti in 27 presenze nella prima divisione iraniana; passa quindi al Persepolis, con cui nell'arco di una stagione e mezzo vince un campionato e due supercoppe iraniane, perdendo inoltre la finale della AFC Champions League 2018, totalizzando 17 presenze e 7 reti in AFC Champions League e 42 presenze e 5 reti nella prima divisione iraniana, nella quale durante la seconda metà della stagione 2018-2019 realizza invece una rete in 13 presenze con l'Esteghlal, club con il quale disputa inoltre ulteriori 5 partite in AFC Champions League (senza però segnare ulteriori reti nella principale competizione asiatica per club). Inizia quindi la stagione 2019-2020 giocando una partita nella prima divisione emiratina all'Ajman, salvo poi tornare in Iran, Paese nella cui prima divisione continua a giocare anche nelle stagioni seguenti.

## Palmarès

### Club

#### Competizioni nazionali
- Campionato iraniano: 1

Persepolis: 2017-2018
- Supercoppa dell'Iran: 2

Persepolis: 2017, 2018